# Генрик Денгофф (воєвода перновський)
Генрик Денгофф (*Henryk Denhoff, бл. 1585 — 1659) — державний діяч, дипломат Речі Посполитої.

## Життєпис
Походив з німецького шляхетського роду Денгоффів власного гербу. Син Кристофа Денгоффа і Агнеси фон Віттенгофф. Народився близько 1585 року. Спочатку здобув домашню освіту. Потім навчався в колегіумах Риги і Торуні. Потім протягом 5 років вивчав правництво і теологію в саксонському університеті лейкорея (м. Віттенберг) та Кельнському університеті.
Після повернення став дворянином королеви Анни Габсбург. Втім потім перебирається до Бранденбургу. Повернувся до Речі Посполитої 1612 року, де доєднався до польсько-литовських загонів, що діяли на території Московського царства (там вирував Смутний час).
1618 році брав участь у посольстві воєводи хелмінського Яна Вейхера до Данії. У 1623 році одружився на Софії, доньки Міхала фон Мантейфеля, канцлера герцогства Курляндського. Невдовзі отримав староство ермезенське. Брав участь у підготовці польсько-шведського Альтмаркського і Штумсдорфського перемир'я.
У 1642 році призначається представником короля Владислава IV в герцогстві Курляндія і Семігалія. 1643 року відправлено посланцем до данського короля Кристіана IV, щоб той виступив посередником між Річчю Посполитою і Швецією для укладання мирного довогору. Але того ж року почалася війна Швеції з Данією. Тому Генрик Денгофф повертається до Варшави.
1644 року призначено каштеляном Дерпту, але це було суто номінально, оскільки місто фактично належало Швеції з 1621 року. Завдяки цьому призначенню Денгофф увійшов до Сенату Речі Посполитої. 1646 року стає воєводою перновським (також суто номінально). Помер у 1659 році.